# Opius brevicaudatus
Opius brevicaudatus är en stekelart som beskrevs av Granger 1949. Opius brevicaudatus ingår i släktet Opius och familjen bracksteklar. Inga underarter finns listade i Catalogue of Life.